# Kuretno
Kuretno – wieś w Słowenii, w gminie Laško. W 2018 roku liczyła 45 mieszkańców.